# Emil Angelescu
Emil Angelescu fue un deportista rumano que compitió en bobsleigh. Ganó una medalla de plata en el Campeonato Mundial de Bobsleigh de 1934, en la prueba cuádruple.

## Palmarés internacional
| Campeonato Mundial | Campeonato Mundial                | Campeonato Mundial | Campeonato Mundial |
| Año                | Lugar                             | Medalla            | Prueba             |
| ------------------ | --------------------------------- | ------------------ | ------------------ |
| 1934               | Garmisch-Partenkirchen (Alemania) | Medalla de plata   | Cuádruple          |